# To the far away

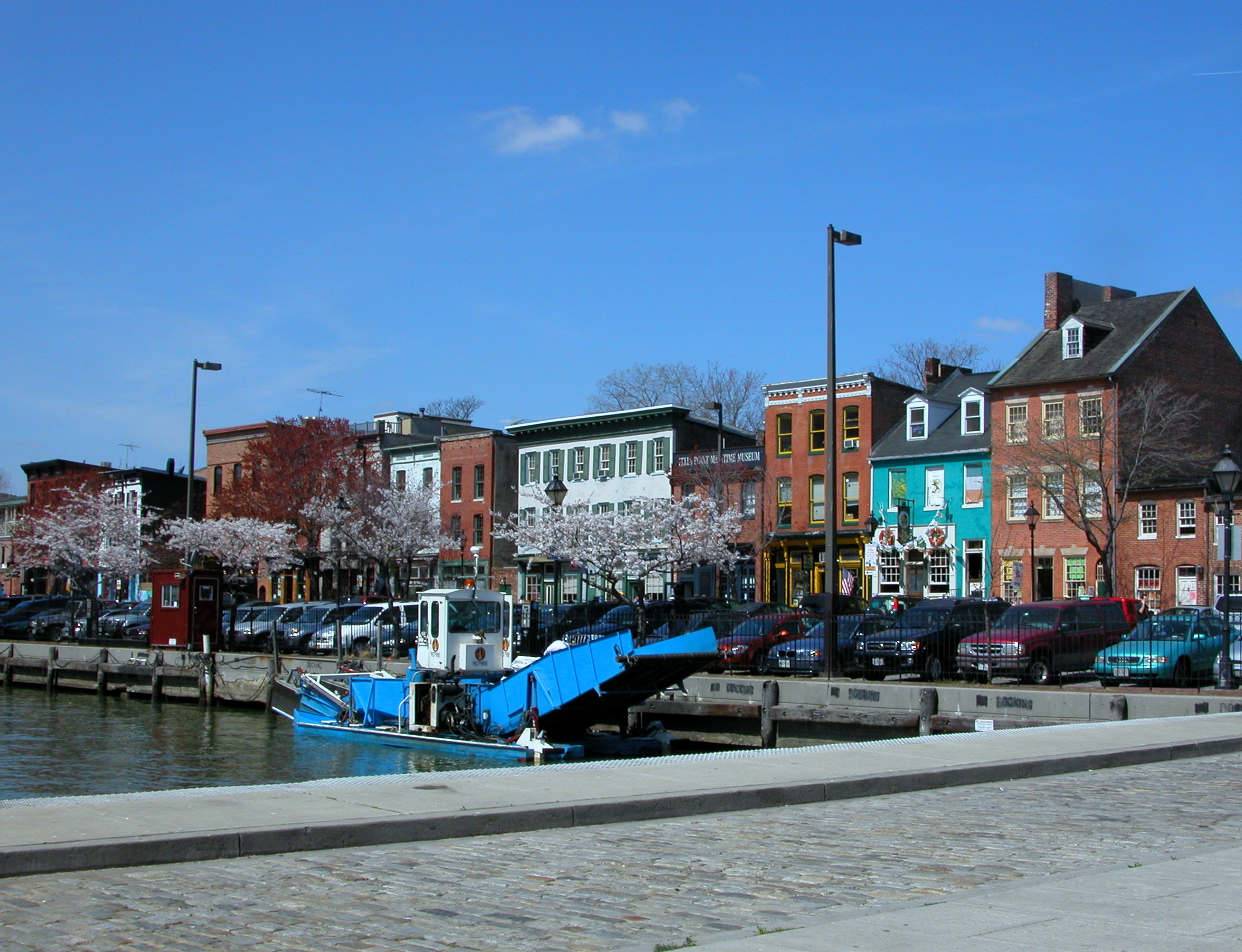
Fells Point (2006)

To the far away is een studioalbum van Dave Bainbridge.

## Inleiding
De titel van het album verwijst naar de coronapandemie. Bainbridge was tijdens lockdowns gescheiden van zijn verloofde Sharon Rudolph; hij in het Verenigd Koninkrijk en zij in de Verenigde Staten. Zij zouden in maart 2020 trouwen tijdens Cruise to the edge, waarbij Neal Morse ceremoniemeester zou zijn. Hij kon pas in december 2020 trouwen, nadat hij via Mexico was gereisd. Hij kreeg naar eigen zeggen “te veel” vrije tijd. Hij trok er al trekkend op uit en liet zich inspireren door zijn omgeving, maar ook door de (elektronische) correspondentie, social media en gescheiden leven (To gain the ocean).
Hij nam contact op met zijn muziekmaatje Troy Donockley (Uillean pipes) uit Iona.
Ieder nam zijn partij op in zijn eigen geluidsstudio’s. Het album werd gemixt in Baltimore en Lincolnshire.
Het album kwam in diverse versies waaronder één als deel van een fotoboek met circa 100 foto’s die Bainbridge tijdens die periode nam tijdens de wandelingen.

## Musici
- Dave Bainbridge – toetsinstrumenten, gitaren, boezoeki, mandoline, achtergrondzang
- Sally Minnear – zang, achtergrondzang
- Iain Hornal - zang, achtergrondzang (zanger bij Electric Light Orchestra en 10cc)
- Troy Donockley – Uilleann pipes, fluitjes in gezang
- Jon Poole – basgitaar (met en zonder frets, speelt in Lifesings)
- Frank van Essen – drumstel, viool en altviool
- Jonas Pap - cello
- Nigel Cameron – fluitjes (To the far away, Sea gazer)
- Julie Cameron-Hall - viool (To the far away, Sea gazer)
- Martin Nolan – fluitjes (To gain the world) (is opvolger van Donockley in Iona)

## Muziek
| Nr. | Titel                                                                              | Duur  |
| --- | ---------------------------------------------------------------------------------- | ----- |
| 1.  | Sea gaer (M: Bainbridge; T: Lynn Caldwell)                                         | 6:13  |
| 2.  | Girl and the magical sky (M: Bainbridge: T: Lynn Caldwell)                         | 8:01  |
| 3.  | Rain and sun (M: Bainbridge)                                                       | 4:13  |
| 4.  | Clear skies (M: Bainbridge; T: Lynn Caldwell)                                      | 6:21  |
| 5.  | Ghost light (M: Bainbridge; T: Lynn Caldwell, Arthur O’Shaughnessy, Sally Minnear) | 14:14 |
| 6.  | Cathedral thinkers (M: Bainbridge)                                                 | 3:10  |
| 7.  | The gain the ocean (M: Bainbridge; T: Lynn Caldwell)                               | 4:08  |
| 8.  | As night falls (M: Bainbridge)                                                     | 1:52  |
| 9.  | Infinitude (Region of the stars) (M: Bainbridge, van Essen)                        | 6:49  |
| 10. | To the far away (M: Bainbridge)                                                    | 4:44  |
| 11. | Speed your journey (M: Bainbridge; T: Lynn Caldwell, Bainbridge)                   | 4:29  |
| 12. | Fells Point (M: Bainbridge)                                                        | 2:58  |
| 13. | Something astonishing (M: Bainbridge)                                              | 4:21  |

Rain and sun is een muzikale vertaling van een foto, waarbij beide gelijktijdig te zien zijn. Clear skies is een gevolg van lockdowns; mensen wonend aan de zuidkant van de Himalaya konden door de luchtvervuiling al jaren die bergen niet zien. Omdat het verkeer werd stilgelegd werden de pieken weer zichtbaar. Ghost light is een nummer over "Ghost light", dat is de laatste verlichting die als oriëntatiepunt blijft branden als de lichtshow na een concert wordt afgesloten. Artiesten lopen naar een verzamelruimte maar bij voldoende animo onder het publiek moeten zij hun weg naar hun plek op het podium weer vinden. De wereldlijke betekenis kwam van Chris Curran, die werkt voor Steve Hackett.  Bainbridge, Caldwell en Minnear hingen er een religieuze betekenis aan op ("God’s children waiting, true light will come"). Het nummer zou in origine instrumentaal blijven. Fells Point voelt bij Bainbridge als zijn tweede thuis: Fells Point bij Baltimore (Maryland)

## Nasleep
Bainbridge wilde na de uitgifte van het album wel toeren; probleem was de juiste beschikbare musici om zich heen te verzamelen. Diverse musici hadden al werkzaamheden elders. Ondertussen werkte hij aan verzamelboxen van Iona zowel in de studio als live. Voor zover bekend haalde het album nergens een notering in albumlijsten.